# چاینا گوانگفا بنک
چاینا گوانگفا بنک (انگلیسی: China Guangfa Bank) شرکت خدمات مالی و بانکداری چینی است، که در سال ۱۹۸۸ تأسیس شد.